# 2. etape af Tour de France 2011
| Profil for 2. etape       |                            |             |
| Stillingen efter 2. etape |                            |             |
| Placering                 | Rytter / hold              | Tid / point |
| Etapevinder               | Garmin-Cervélo             | 24.48       |
| 2. plads                  | BMC Racing Team            | + 0.04      |
| 3. plads                  | Team Sky                   | + 0.04      |
| 4. plads                  | Team Leopard-Trek          | + 0.04      |
| 5. plads                  | HTC-Highroad               | + 0.05      |
| 8. plads                  | Saxo Bank-SunGard          | + 0.28      |
| Gule trøje                | Thor Hushovd (GRM)         | 5:06.25     |
| 2. plads                  | David Millar (GRM)         | + 0.00      |
| 3. plads                  | Cadel Evans (BMC)          | + 0.01      |
| 4. plads                  | Geraint Thomas (SKY)       | + 0.04      |
| 5. plads                  | Linus Gerdemann (LEO)      | + 0.04      |
| Grønne trøje              | Philippe Gilbert (OLO)     | 45 p.       |
| 2. plads                  | Cadel Evans (BMC)          | 35 p.       |
| 3. plads                  | Thor Hushovd (GRM)         | 30 p.       |
| Bjergtrøje                | Philippe Gilbert (OLO)     | 1 p.        |
| 2. plads                  | Ingen                      | p.          |
| 3. plads                  | Ingen                      | p.          |
| Ungdomstrøje              | Geraint Thomas (SKY)       | 5:06.29     |
| 2. plads                  | Edvald Boasson Hagen (SKY) | + 0.00      |
| 3. plads                  | Tejay van Garderen (THR)   | + 0.01      |
| Holdkonkurrence           | Garmin-Cervélo             | 14:29.39    |
| 2. plads                  | BMC Racing Team            | + 0.01      |
| 3. plads                  | Team Leopard-Trek          | + 0.04      |

Anden etape af Tour de France 2011 blev kørt søndag d. 3. juli og var en 23 km lang holdtidskørsel, som gik fra Les Essarts til Les Essarts.
Garmin-Cervélo vandt etapen, og Thor Hushovd overtog den gule førertrøje. 
- Etape: 2. etape
- Dato: 3. juli
- Længde: 23 km
- Gennemsnitshastighed: 55,6 km/t

## Startliste
|    | Hold                | Land           | Starttidspunkt |
| -- | ------------------- | -------------- | -------------- |
| 1  | Saxo Bank-SunGard   | Danmark        | 14:30          |
| 2  | Euskaltel-Euskadi   | Spanien        | 14:37          |
| 3  | Vacansoleil-DCM     | Holland        | 14:44          |
| 4  | Ag2r-La Mondiale    | Frankrig       | 14:51          |
| 5  | Saur-Sojasun        | Frankrig       | 14:58          |
| 6  | Rabobank            | Holland        | 15:05          |
| 7  | FDJ                 | Frankrig       | 15:12          |
| 8  | Liquigas-Cannondale | Italien        | 15:19          |
| 9  | Garmin-Cervélo      | USA            | 15:26          |
| 10 | Europcar            | Frankrig       | 15:33          |
| 11 | Quick Step          | Belgien        | 15:40          |
| 12 | Movistar Team       | Spanien        | 15:47          |
| 13 | Astana Pro Team     | Kasakhstan     | 15:54          |
| 14 | Team Katusha        | Rusland        | 16:01          |
| 15 | Team Sky            | Storbritannien | 16:05          |
| 16 | Lampre-ISD          | Italien        | 16:15          |
| 17 | Cofidis             | Frankrig       | 16:22          |
| 18 | Team RadioShack     | USA            | 16:29          |
| 19 | HTC-Highroad        | USA            | 16:36          |
| 20 | Team Leopard-Trek   | Luxembourg     | 16:43          |
| 21 | BMC Racing Team     | USA            | 16:50          |
| 22 | Omega Pharma-Lotto  | Belgien        | 16:57          |

## Resultatliste

### 1. mellemtid, Boulogne, 9 km
|    | Hold              | Land           | Tid    |
| -- | ----------------- | -------------- | ------ |
| 1  | Team Sky          | Storbritannien | 9.02   |
| 2  | Garmin-Cervélo    | USA            | + 0.01 |
| 3  | BMC Racing Team   | USA            | + 0.02 |
| 4  | Astana Pro Team   | Kasakhstan     | + 0.07 |
| 5  | Team Leopard-Trek | Luxembourg     | + 0.07 |
| 6  | Rabobank          | Holland        | + 0.08 |
| 7  | Team RadioShack   | USA            | + 0.09 |
| 8  | HTC-Highroad      | USA            | + 0.09 |
| 9  | Saxo Bank-SunGard | Danmark        | + 0.11 |
| 10 | Quick Step        | Belgien        | + 0.16 |
| 11 | Team Katusha      | Rusland        | + 0.18 |

|    | Hold                | Land     | Tid    |
| -- | ------------------- | -------- | ------ |
| 12 | FDJ                 | Frankrig | + 0.19 |
| 13 | Liquigas-Cannondale | Italien  | + 0.21 |
| 14 | Europcar            | Frankrig | + 0.22 |
| 15 | Movistar Team       | Spanien  | + 0.22 |
| 16 | Omega Pharma-Lotto  | Belgien  | + 0.26 |
| 17 | Euskaltel-Euskadi   | Spanien  | + 0.27 |
| 18 | Ag2r-La Mondiale    | Frankrig | + 0.28 |
| 19 | Lampre-ISD          | Italien  | + 0.29 |
| 20 | Saur-Sojasun        | Frankrig | + 0.34 |
| 21 | Vacansoleil-DCM     | Holland  | + 0.35 |
| 22 | Cofidis             | Frankrig | + 0.41 |

### 2. mellemtid, La Merlatière, 16,5 km
|    | Hold              | Land           | Tid    |
| -- | ----------------- | -------------- | ------ |
| 1  | Garmin-Cervélo    | USA            | 16.45  |
| 2  | Team Sky          | Storbritannien | + 0.04 |
| 3  | BMC Racing Team   | USA            | + 0.06 |
| 4  | Team Leopard-Trek | Luxembourg     | + 0.08 |
| 5  | Rabobank          | Holland        | + 0.13 |
| 6  | HTC-Highroad      | USA            | + 0.14 |
| 7  | Team RadioShack   | USA            | + 0.15 |
| 8  | Saxo Bank-SunGard | Danmark        | + 0.16 |
| 9  | Astana Pro Team   | Kasakhstan     | + 0.19 |
| 10 | FDJ               | Frankrig       | + 0.30 |
| 11 | Quick Step        | Belgien        | + 0.34 |

|    | Hold                | Land     | Tid    |
| -- | ------------------- | -------- | ------ |
| 12 | Team Katusha        | Rusland  | + 0.34 |
| 13 | Liquigas-Cannondale | Italien  | + 0.35 |
| 14 | Omega Pharma-Lotto  | Belgien  | + 0.35 |
| 15 | Europcar            | Frankrig | + 0.39 |
| 16 | Ag2r-La Mondiale    | Frankrig | + 0.43 |
| 17 | Movistar Team       | Spanien  | + 0.43 |
| 18 | Lampre-ISD          | Italien  | + 0.52 |
| 19 | Euskaltel-Euskadi   | Spanien  | + 0.54 |
| 20 | Vacansoleil-DCM     | Holland  | + 0.55 |
| 21 | Saur-Sojasun        | Frankrig | + 0.55 |
| 22 | Cofidis             | Frankrig | + 1.02 |

### Mål, Les Essarts, 23 km
|    | Hold               | Land           | Tid    |
| -- | ------------------ | -------------- | ------ |
| 1  | Garmin-Cervélo     | USA            | 24.48  |
| 2  | BMC Racing Team    | USA            | + 0.04 |
| 3  | Team Sky           | Storbritannien | + 0.04 |
| 4  | Team Leopard-Trek  | Luxembourg     | + 0.04 |
| 5  | HTC-Highroad       | USA            | + 0.05 |
| 6  | Team RadioShack    | USA            | + 0.10 |
| 7  | Rabobank           | Holland        | + 0.12 |
| 8  | Saxo Bank-SunGard  | Danmark        | + 0.28 |
| 9  | Astana Pro Team    | Kasakhstan     | + 0.32 |
| 10 | Omega Pharma-Lotto | Belgien        | + 0.39 |
| 11 | FDJ                | Frankrig       | + 0.46 |

|    | Hold                | Land     | Tid    |
| -- | ------------------- | -------- | ------ |
| 12 | Europcar            | Frankrig | + 0.50 |
| 13 | Ag2r-La Mondiale    | Frankrig | + 0.53 |
| 14 | Quick Step          | Belgien  | + 0.56 |
| 15 | Liquigas-Cannondale | Italien  | + 0.57 |
| 16 | Saur-Sojasun        | Frankrig | + 1.02 |
| 17 | Lampre-ISD          | Italien  | + 1.04 |
| 18 | Team Katusha        | Rusland  | + 1.04 |
| 19 | Movistar Team       | Spanien  | + 1.09 |
| 20 | Vacansoleil-DCM     | Holland  | + 1.15 |
| 21 | Cofidis             | Frankrig | + 1.20 |
| 22 | Euskaltel-Euskadi   | Spanien  | + 1.22 |

## Ekstern henvisning
- Etapeside Arkiveret 29. juni 2011 hos  Wayback Machine på Letour.fr Arkiveret 28. februar 2011 hos  Wayback Machine (fransk) (engelsk) (tysk) (spansk)